# Menella kouare
Menella kouare is een zachte koraalsoort uit de familie Plexauridae. De koraalsoort komt uit het geslacht Menella. Menella kouare werd in 1999 voor het eerst wetenschappelijk beschreven door Grasshoff. 